# Manuel Villasana Ortiz
Manuel Villasana Ortiz (Tula, 1857 - 3 de marzo de 1932) fue un educador, poeta y microhistoriador
tamaulipeco. Era hijo del Sr. Prudencio Villasana y la Sra. Rita Ortiz. Fue director de la Escuela Benito Juárez (hoy Miguel Hidalgo) en Tula desde 1878 hasta 1932. Entre sus alumnos destacan el Profr. y Gral. Alberto Carrera Torres y el escritor Esteban Núñez.
Fue fundador y vicepresidente de la Sociedad Altamirano, entre cuyos miembros estaba el poeta potosino Manuel José Othón. Es autor del texto "Tula en 1810" que narra el inicio de la lucha independentista en la región. Murió el 8 de marzo de 1932.
El 16 de septiembre de 1933 se erigió un monumento en su honor en la plaza principal de Tula (Tamaulipas), que posteriormente fue trasladado a la calle que lleva su nombre. El 15 de mayo de 2004, fue incluido en la Galería del Honor del Magisterio Tamaulipeco.